# Château d'Omonville
Le château d'Omonville est une demeure datant du XVIIIe siècle, qui se dresse sur le territoire de la commune française du Tremblay-Omonville dans le département de l'Eure, en région Normandie.
Le château est partiellement classé au titre des monuments historiques.

## Localisation
Le château d'Omonville est situé, à 1,2 km au nord-est de l'église Saint-Martin, sur la commune du Tremblay-Omonville, dans le département français de l'Eure.

## Historique
Le château est construit à partir de 1754 pour Robert Le Carpentier des Longvaux, maître de forges, par un architecte de Conches dénommé Chartier. Resté inachevé jusqu'à la Restauration, avec la construction de son aile gauche, l'édifice fut restauré par M. Manceaux, qui reconstitua les parterres à la française. Ce dernier Y accueilli souvent son beau-frère, le compositeur Francis Poulenc.
Il est de nos jours la propriété de l'ordre de la Rose-Croix, et abrite la Grande Loge de la Juridiction des pays de langue française.

## Protection
Les façades et toitures du château ; le pavillon du jardinier ; les écuries ; le parc, y compris ses éléments décoratifs et ses grilles de clôture sont classés au titre des monuments historiques par arrêté du 5 janvier 1948.